# Hymenocephalus striatissimus
Hymenocephalus striatissimus és una espècie de peix de la família dels macrúrids i de l'ordre dels gadiformes.

## Subespècies
- Hymenocephalus striatissimus striatissimus (Jordan & Gilbert, 1904)
- Hymenocephalus striatissimus torvus (Smith & Radcliffe, 1912)[3]